# Anton Yelchin

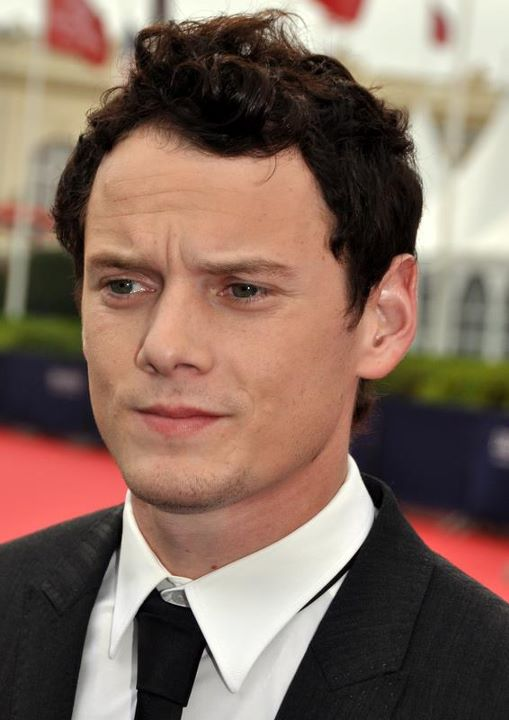
Anton Yelchin (2011)

Anton Viktorovich Yelchin (russisch Антон Викторович Ельчин, deutsche Transkription Anton Wiktorowitsch Jeltschin; * 11. März 1989 in Leningrad, Sowjetunion; † 19. Juni 2016 in Los Angeles, Kalifornien) war ein russisch-US-amerikanischer Filmschauspieler.

## Leben
Anton Yelchin war das einzige Kind von Irina Korina und Viktor Yelchin, die in die Vereinigten Staaten auswanderten, als Anton sechs Monate alt war. Seine Eltern sind ein ehemaliges professionelles Eiskunstlaufpaar.
Sein Filmdebüt gab Yelchin 2000 im Alter von elf Jahren in dem Independent-Film A Man Is Mostly Water von Fred Parnes und sein Seriendebüt in einer Episode von Emergency Room – Die Notaufnahme. Für seine Rolle in Hearts in Atlantis gewann er 2002 den Young Artist Award. Von da an stand Yelchin, zu dessen Hobbys Schachspielen zählte, in zahlreichen Spielfilmen und Fernsehserien vor der Kamera.
Seine erste Hauptrolle übernahm er 2007 in Charlie Bartlett an der Seite von Robert Downey Jr., Hope Davis und Kat Dennings. 2009 spielte Yelchin in Star Trek die Rolle des Navigationsoffiziers Pavel Chekov, der in den Originalfilmen von Walter Koenig verkörpert wurde. Im selben Jahr folgte die Rolle als Kyle Reese in der Fortsetzung der Terminator-Reihe Terminator: Die Erlösung. 2013 war er erneut als Chekov in Star Trek Into Darkness zu sehen.

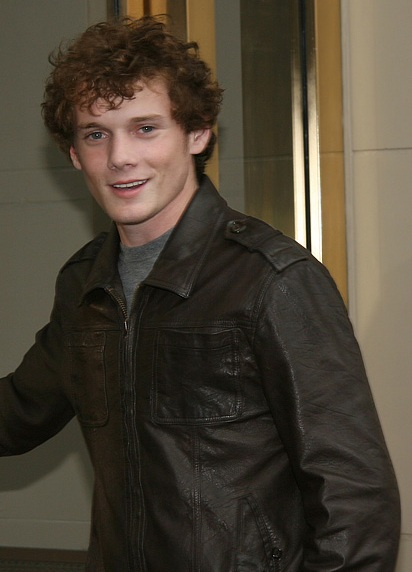
Anton Yelchin (2008)

Yelchin starb am 19. Juni 2016 im Alter von 27 Jahren an den Folgen eines Unfalls: Er wurde auf seinem Grundstück in Studio City (Stadtteil von Los Angeles im San Fernando Valley) von seinem eigenen zurückrollenden Auto am Tor der Garageneinfahrt erdrückt. Eine Fehlfunktion des Wagens konnte nicht ausgeschlossen werden.
Yelchin hinterließ eine Reihe von abgedrehten, noch nicht veröffentlichten Filmen und Serien. In Star Trek Beyond hatte er zum dritten Mal die Rolle des Chekov gespielt. Wie das Filmstudio Paramount ankündigte, wird es einen weiteren Star-Trek-Film geben, dabei wird aber die Filmrolle des Pavel Chekov laut J. J. Abrams nicht neu besetzt werden. „Ich würde sagen, dass man ihn nicht ersetzen kann. Es wird kein neues Casting geben. Ich kann mir das nicht vorstellen, und ich denke, dass Anton etwas Besseres verdient hat“, so Abrams.
In der Netflix-Animationsserie Trolljäger von Guillermo del Toro, die seit Dezember 2016 abrufbar ist, hatte er die Synchronstimme der Hauptfigur Jim übernommen. Beendet hatte er auch die Dreharbeiten zu dem Psychothriller Vollblüter, zu dem Science-Fiction-Film Rememory, zu dem Familiendrama We Don’t Belong Here und zu dem romantischen Filmdrama Porto. Kurz vor seinem Tod war bekannt geworden, dass Yelchin auch für eine Hauptrolle in der Serie Mr. Mercedes, die seit August 2017 ausgestrahlt wird, vorgesehen war. Dabei handelt es sich um eine Adaption des gleichnamigen Romans von Stephen King. Yelchin sollte darin die Rolle des psychopathischen Mörders Brady Hartsfield übernehmen.

## Filmografie (Auswahl)
- 2000: Geppetto, der Spielzeugmacher (Geppetto, Fernsehfilm)
- 2000: Emergency Room – Die Notaufnahme (ER, Fernsehserie, Folge 6x13 Für immer mein Herz)
- 2000: A Man Is Mostly Water
- 2001: Milo – Die Erde muss warten (Delivering Milo)
- 2001: 15 Minuten Ruhm (15 Minutes)
- 2001: Im Netz der Spinne (Along Came a Spider)
- 2001: Hearts in Atlantis
- 2002: A Time For Dancing
- 2002: Taken (Miniserie, zwei Folgen)
- 2002: Für alle Fälle Amy (Judging Amy, Fernsehserie, Folge 3x18 The Justice League of America)
- 2002: Practice – Die Anwälte (The Practice, Fernsehserie, zwei Folgen)
- 2003: Without a Trace – Spurlos verschwunden (Without a Trace, Fernsehserie, Folge 2x01 The Bus)
- 2004: House of D
- 2004–2006: Huff – Reif für die Couch (Huff, Fernsehserie, 25 Folgen)
- 2005: Fierce People – Jede Familie hat ihre Geheimnisse (Fierce People)
- 2006: Alpha Dog – Tödliche Freundschaften (Alpha Dog)
- 2006: Criminal Intent – Verbrechen im Visier (Law & Order: Criminal Intent, Fernsehserie, Folge 6x02)
- 2007: Criminal Minds (Fernsehserie, Folge 2x11 Bilder im Kopf)
- 2007: Charlie Bartlett
- 2008: Middle of Nowhere
- 2009: Star Trek
- 2009: Terminator: Die Erlösung (Terminator Salvation)
- 2009: New York, I Love You
- 2010: Memoirs of a Teenage Amnesiac
- 2011: You and I
- 2011: Der Biber (The Beaver)
- 2011: Die Schlümpfe (The Smurfs)
- 2011: Fright Night
- 2011: Like Crazy
- 2013: Star Trek Into Darkness
- 2013: Odd Thomas
- 2013: Die Schlümpfe 2 (The Smurfs 2)
- 2013: Only Lovers Left Alive
- 2014: Weg mit der Ex (Burying the Ex)
- 2014: Rudderless
- 2014: Dying of the Light – Jede Minute zählt (Dying of the Light)
- 2014: Anarchie (Cymbeline)
- 2014: Von 5 bis 7 – Eine etwas andere Liebesgeschichte (5 to 7)
- 2015: Experimenter
- 2015: Broken Horses
- 2015: The Driftless Area – Nichts ist wie es scheint (The Driftless Area)
- 2015: Green Room
- 2016: Star Trek Beyond
- 2016: Porto
- 2016: Trolljäger (Trollhunters, Fernsehserie, 26 Folgen, Stimme von James Lake Jr)
- 2017: Vollblüter (Thoroughbreds)
- 2017: Wir gehören nicht hierher (We Don’t Belong Here)
- 2017: Rememory

## Auszeichnungen
Nominiert für drei Young Artist Awards, gewann Yelchin 2002 eine der Auszeichnungen für seine Performance in Hearts in Atlantis. Als Mitglied des Star-Trek-Ensembles wurde er 2009 mit dem BSFC-Award und dem DFCS-Award ausgezeichnet. 2011 erhielt er im Rahmen der Hollywood Film Awards den Spotlight Award für seine Darstellung des Jacob in Like Crazy (2011). Für denselben Film wurde er ebenfalls 2011 beim Hamptons International Film Festival ausgezeichnet. Als bester Schauspieler gewann Yelchin 2014 beim Chicago International Film Festival den Silver Hugo für die Verkörperung von Quentin in Rudderless (2014).